# Divadlo Royal Court
Divadlo Royal Court je nekomerční divadlo ve West Endu v Londýně, leží na Sloane Square ve čtvrti Royal Borough of Kensington and Chelsea. Je známé svým přínosem modernímu divadlu. Od roku 1956 ho provozuje divadelní společnost English Stage Company.

## Historie divadla

### Původní divadlo

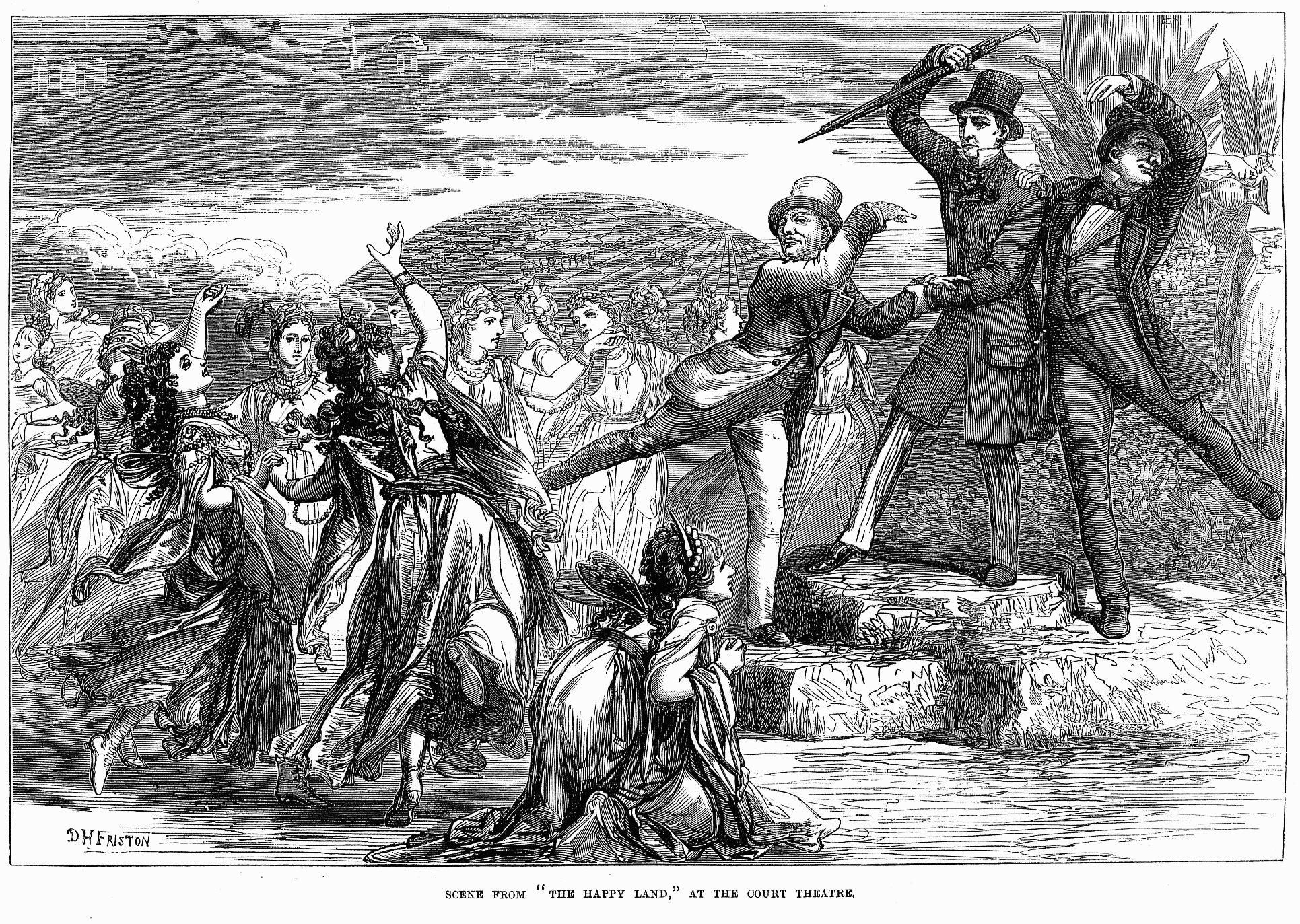
Scéna ze hry The Happy Land, která pobouřila ztvárněním ministerského předsedy Gladstonea a politiků Roberta Lowea, a Acton Smee Ayrtona

První divadlo na Lower George Street bylo otevřeno v roce 1870 kousek od Sloane Square, místo přebudované kaple Ranelagh Chapel, pod názvem The New Chelsea Theatre. Jeho ředitelkou se v roce 1871 stala Marie Littonová, která najala Waltera Emdena, aby zrekonstruoval interiér, a přejmenovala divadlo na Court Theatre, tedy Dvorní Divadlo.
Byly zde uvedeny některé rané hry W. S. Gilberta. V roce 1878 stáli ve vedení divadla herec John Hare a W. H. Kendal. V roce 1882 zvětšil Alexander Peebles kapacitu divadla na 728 diváků (včetně parteru, lóží, prvního pořadí, balkónu, amfiteátru a galerie). V roce 1881 se do divadelní společnosti přidal Arthur Cecil, který se spolu s Johnem Claytonem postavil do čela divadla. Uvedli například sérii frašek Arthura Winga Pinera, mezi nimi i The Rector, The Magistrate (1885), The Schoolmistress (1886) nebo Dandy Dick (1887). Divadlo ukončilo činnost 22. července 1887 a bylo zbouráno.
Divadlo se znovu otevřelo 24. září 1888 pod názvem New Court Theatre, tedy Nové dvorní divadlo. Současnou divadelní budovu, která tak na východní straně Sloane Square nahradila budovu starou, navrhli Walter Emden a Bertie Crew a byla postavena z červených a tvarových cihel s kamennou fasádou ve volně italském stylu. Měla tehdy v parteru, v prvním pořadí, na balkoně a galerii dohromady místa pro 841 diváků. Cecil s Calytonem předali vedení divadla John Woodové a Arthurovi Chudleighiemu v roce 1887, i když Cecil působil v jejich divadelní společnosti až do roku 1895. Divadlo otevřelo představení Sydneyho Grundy s názvem Mamma v hlavní roli s John Woodovou, Johnem Harem, Arthurem Cecilem a Ericem Lewisem.
Na začátku 20. století řídil divadlo Harley Granville-Barker a v této době zde byla uvedena celá řada her G. B. Shawa. V roce 1932 zde skončila divadelní produkce, ale divadlo v letech 1935–1940 fungovalo jako kino, dokud ho nepoškodil výbuch bomby při jednom z náletů na Londýn během druhé světové války. Divadelní činnost byla obnovena v roce 1952 po rekonstrukci interiéru, kterou vedl Robert Cromie, kdy se kapacita snížila na méně než 500 diváků. V Roce 1956 se uměleckým ředitelem divadla stal George Devine, který otevřel English Stage Company jako dotované divadlo, které se zaměřilo na uváděni nových britských i zahraničních her, s občasným uvedením některých klasických her. Devine chtěl vytvořit divadlo s důrazem na původní dramatickou tvorbu autorských osobností, chtěl objevit nové autory a dát prostor vzniknout zásadním současným textům. Často se proto dostával do sporů s britskou cenzurou. V roce 1956 zde měla premiéru hra Johna Osborna Ohlédni se v hněvu, která je dnes považována za první hru britského moderního dramatu.
Devine uvedl v premiéře kromě Osborna řadu významných dramatiků, mezi nimi Arnolda Weskera, Johna Ardena, Ann Jellicoeovou nebo N. F. Simpsona. Další umělečtí ředitelé se drželi Devinem započaté tradice současné britské dramatiky a uvedli poprvé například Christophera Hamptona, Athola Fugarda, Howarda Brentona, Caryl Churchillovou, Hanifa Kureishiho, Sarah Danielsovou, Timberlakea Wertenbakera, Martina Crimpa, Sarah Kane, Marka Ravenhilla, martina McDonagha, Simona Stephense, Leo Butlera, nebo Edwarda Bonda. Už během prvních sezón zde byly uvedeny nové zahraniční hry Bertolta Brechta, Eugena Ionesca, Samuela Becketta, Jean-Paula Sarteranebo Marguerite Durasové. V roce 1969 byla k dosavadnímu sálu s kapacitou 400 míst s kukátkovým jevištěm označené jako "Theatre Downstairs" přistavěno studiové "Theatre Upstairs", toho času pro 63 diváků. V roce 1973 tu mělo premiéru legendární představení The Rocky Horror Show.
Přestože sál i fasáda byly v dobrém stavu, zbytek budovy neskýtal ideální zázemí pro inscenátory ani pro diváky, navíc parter a propadlo bylo během 20. století několikrát vyplaveno. Začátkem 90. let 20. století se stav budovy zhoršil natolik, že divadlu hrozilo v roce 1995 zavření. Divadlo Royal Court obdrželo grant ve výši 16,2 milionů liber od National Lottery a Arts Council na rekonstrukci. V roce 1996, pod uměleckým vedením Stephena Daldryho, tak začala kompletní přestavba podle návrhů architekta Hawortha Tomkinse, kdy byla zachována pouze fasáda a malý sál. Divadlo znovuotevřelo v roce 2000, s kapacitou 380 diváků v hlavním sále Jerwood Theatre Downstairs a 85 diváků ve studiu přejmenovaném na Jerwood Theatre Upstairs. Od roku 1994 zde měla premiéru celá řada autorů nové generace britských dramatiků, například: Joe Penhall, Sarah Kane, Mark Ravenhill, Roy Williams
Divadlo bylo v roce 1972 zahrnuto na seznam památkově chráněných budov ve Velké Británii.
Od roku 2007 byl uměleckým ředitelem Divadla Royal Court Dominic Cooke; spolu s ním stáli v čele divadla Sacha Wares a Jeremy Herrin. V minulosti divadlo vedli například Ian Rickson, Stephen Daldry, Max Stafford-Clark, Stuart Burge, Robert Kidd, Nicholas Wright, Oscar Lewenstein, Lindsay Anderson, Anthony Page, William Gaskill nebo George Devine. Mladí autoři (18–25 let) se mohli zapojit do Young Writers' Programme, kterým divadlo podporovalo původní tvorbu začínajících dramatiků.
V posledních desetiletích Divadlo Royal Court posílilo podporu mezinárodní divadelní spolupráce. Už od roku 1993 dotovalo British Council Mezinárodní rezidenční program (International Residency programme), který původně v divadle vznikl v roce 1989 jako mezinárodní letní program. V roce 1996 pak v divadle vzniklo pro mezinárodní spolupráci samostatné oddělení. Nyní[kdy?] tak existuje tvůrčí dialog mezi inovativními divadly a divadelníky v mnoha zemích včetně Brazílie, Kuby, Francie, Německa, Indie, Mexika, Nigérie, Palestiny, Rumunska, Ruska, Španělska, Sýrie nebo Ugandy. Většina projektů je financována British Council, poslední dobou také nadací Genesis Foundation, která také podporuje uvádění mezinárodních her. Mezinárodní oddělení Divadla Royal Court obdrželo za svou práci již řadu ocenění, včetně International Theatre Institute award v roce 1999.
Soubor English Stage Company se také účastní mezinárodních festivalů, v roce 2008 uvedl The Ugly One Maria von Mayenburga na polském festivalu "Contact International Theatre Festival".